# Єдиний підхід побудови системи оподаткування
Єдиний підхід побудови системи оподаткування — стаття 3 Закону України «Про систему оподаткування» проголошує забезпечення  єдиного  підходу  до розробки податкових законів з обов'язковим визначенням: платника податку і збору  (обов'язкового  платежу),  об'єкта оподаткування,  джерела сплати  податку і збору  (обов'язкового  платежу), податкового періоду, ставок податку і збору (обов'язкового платежу), строків та порядку сплати податку, підстав для надання податкових пільг.
Вищеперечислені складові утворюють юридичну конструкцію податку. Юридична конструкція податку повинна бути однаковою для кожного виду податку, однак в законодавстві України цей принцип не завжди дотримується.
Наприклад,
юридична конструкція податку з прибутку підприємств складається  з таких елементів:
- платник податку;
- об'єкт оподаткування;
- ставка податку;
- податковий період;
- порядок нарахування та строки сплати податку;
- відповідальність платника податку;
- порядок повернення надміру сплаченої суми податку.

юридична конструкція податку на додану вартість містить такі елементи:
- платник податку;
- об'єкт оподаткування;
- ставка податку;
- податковий період;
- база оподаткування;
- податкові пільги;
- порядок обчислення та сплати податку;
- відповідальність платника податку.